# 棚橋家住宅
棚橋家住宅（たなはしけじゅうたく）は、愛知県名古屋市緑区有松3004にある邸宅。主屋が登録有形文化財。
有松重要伝統的建造物群保存地区内にあり、旧東海道に北面している。旧東海道を挟んで向かいには愛知県指定文化財の服部家住宅（井桁屋）があり、東隣には有松・鳴海絞会館がある。

## 歴史

### 服部七左衛門家の竣工

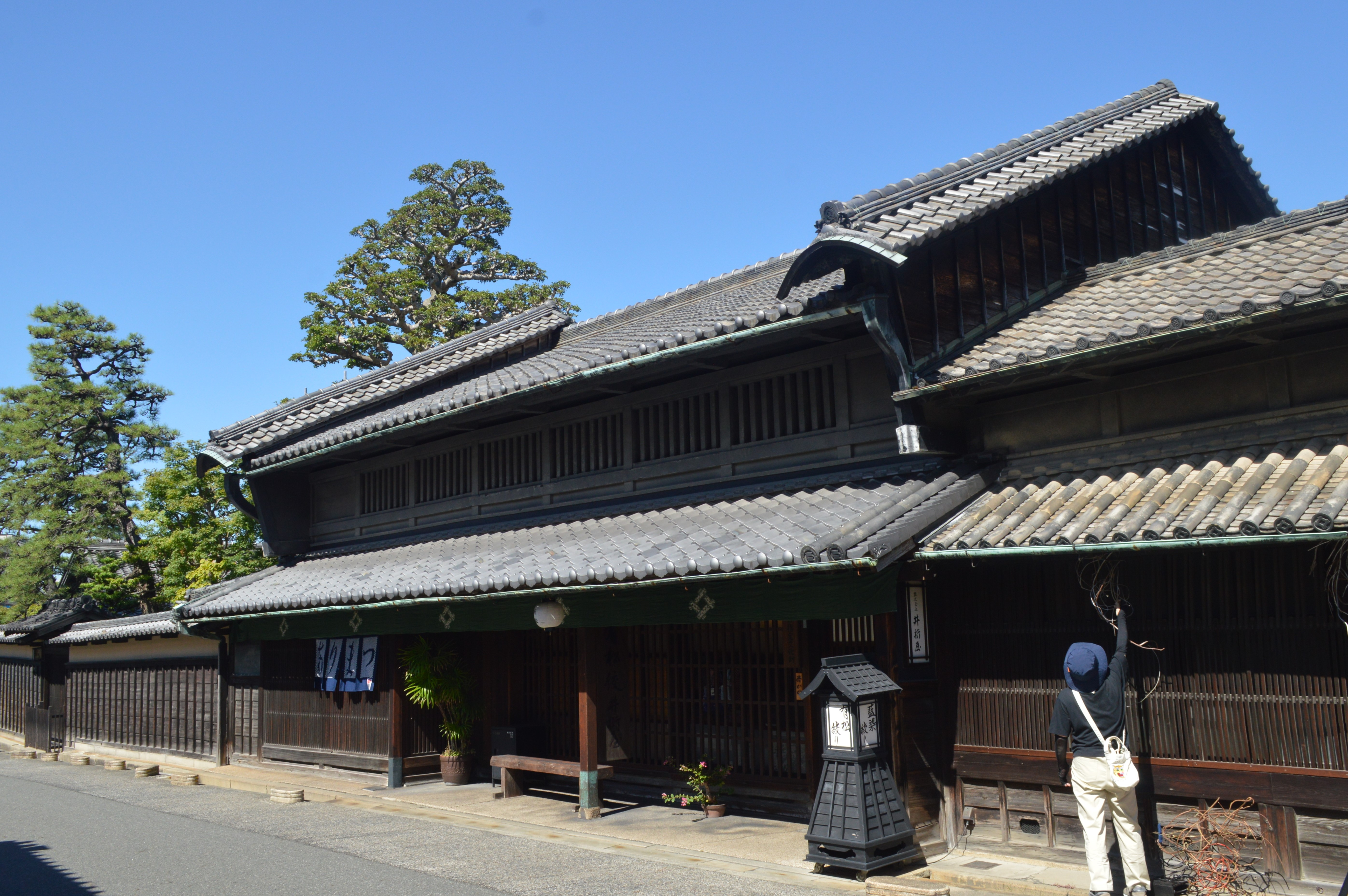
向かいにある服部家住宅

1875年（明治8年）、有松・鳴海絞りの絞り問屋である服部七左衛門家（屋号は大井桁）として建てられた。なお、旧東海道を挟んで向かいにある服部孫兵衛家（屋号は井桁）は服部七左衛門家から分家した家である。近代には服部七左衛門家が衰退していった。

### 棚橋医院への転用
1933年（昭和8年）、無医村だった有松村に名古屋医科大学（現・名古屋大学医学部）から医師の棚橋龍三が派遣され、空き家となっていた服部七左衛門家で開業した。棚橋龍三は学生時代にチェロを演奏するなど、音楽に対して造詣が深かった。太平洋戦争中の有松には名古屋俘虜収容所第二分所（鳴海分所）があり、棚橋龍三はドイツ系アメリカ人の軍医とともに捕虜の診療を請け負っていた。
戦後には捕虜に対して行っていた灸による治療が虐待とみなされ、1946年（昭和21年）には棚橋龍三がBC級戦犯裁判にかけられたが、このアメリカ人軍医が「日本では一般的な治療」と証言してくれたことで無罪となった。この軍医とは友好関係を築き、後に軍医から棚橋龍三に対してルビーの指輪が贈られたほか、2011年（平成23年）には棚橋家住宅からドイツ製とみられるフルートも発見された。1950年（昭和25年）には棚橋家が建物の所有者となり、引き続き棚橋医院として用いられた。
1988年（昭和63年）には棚橋医院が名鉄名古屋本線有松駅の北側に移転し、この建物は棚橋家の住居となった。

### 近年の動向
2009年（平成21年）4月28日、主屋が登録有形文化財に登録された。2013年（平成25年）には改修工事が竣工した。2014年（平成26年）10月には、愛知登文会によって登録有形文化財の特別公開（後の「あいたて博」）が初めて行われたが、この際には棚橋家住宅も特別公開を実施した。
2016年（平成28年）7月には棚橋家住宅を含む範囲が重要伝統的建造物群保存地区に選定された。2019年（令和元年）には名古屋市民有志が「捕虜収容所跡を残す会」を設立し、同年6月9日には棚橋家住宅で天野鎮雄主演の朗読劇が催された。

## 建築
2階には長さ16.4メートルもの松材の大敷梁がある。